# Kanüs-Kija repülőtér
A Kanüs-Kija repülőtér (kirgiz nyelven: Каныш-Кыя аэропорту, orosz nyelven Каныш-Кийский аэропорт) Kirgizisztán egyik repülőtere, amely Kanüs-Kija közelében található.
A  repülőtér az 1970-es években kezdte meg működését, hogy kiszolgálja a Kanüs-Kija, valamint a közeli Terek-Say és Sumsar bányászok szállítási igényeit. A jelenlegi kifutópálya az 1970-es években épült. A repülőtérnek önmagában nincs terminálja, és nem rendelkezik műszeres leszállási lehetőséggel, és csak a nappali órákban üzemelt.
A repülőtér jelenleg nem üzemel. Vannak azonban tervek a felújítására. Jantörö Satybaldiyev kirgiz miniszterelnök 2012 októberében így nyilatkozott: "Újra kellene indítani a repülőtér működését, hogy a kisgépek is repülhessenek itt."

## Futópályák
A repülőtér futópályái: 